# Kraftwerk Kreuzbergmaut
Das Kraftwerk Kreuzbergmaut ist ein Laufwasserkraftwerk im Bundesland Salzburg, Österreich. Es ist an der Salzach, auf dem Gebiet der Gemeinden Werfen und Pfarrwerfen gelegen. Ungefähr 4 Kilometer flussabwärts liegt das Kraftwerk Werfen-Pfarrwerfen. Die Stadt Salzburg befindet sich etwa 40 km nördlich des Kraftwerks.
Mit dem Bau des Kraftwerks wurde im Januar 1993 begonnen. Die erste Maschine des Kraftwerks ging im Juni 1995 in Betrieb. Das Kraftwerk ist im Besitz von VERBUND Hydro Power GmbH und Salzburg AG. Es wird von der Salzburg AG betrieben.

## Absperrbauwerk
Das Absperrbauwerk besteht aus einem Stauwehr auf der linken sowie einer Maschinenhalle auf der rechten Flussseite. Die Wehranlage ist 36 m lang und besitzt drei jeweils 10 m breite Wehrfelder mit einer Höhe von 10 m.

## Stausee
Das Absperrbauwerk staut die Salzach zu einem kleinen Stausee mit einer Länge von 2,7 km auf. Das normale Stauziel liegt bei 537 m über dem Meeresspiegel.

## Kraftwerk
Das Kraftwerk Kreuzbergmaut verfügt über eine installierte Leistung von 17,7 MW. Die durchschnittliche Jahreserzeugung liegt bei 80 Mio. kWh. Die maximale Fallhöhe bei der Ausbauwassermenge beträgt 10,87 m. Der Durchfluss liegt bei 97 m³/s je Turbine.
Die zwei Kaplan-Rohrturbinen mit horizontaler Welle leisten jeweils maximal 9,975 MW und die zugehörigen Generatoren 10,5 MVA. Die Turbinen wurden vom deutschen Hersteller NOELL geliefert, die Generatoren von ABB. Die erste Maschine ging Ende Juni und die zweite Mitte Oktober 1995 ans Netz. In der Schaltanlage wird die Generatorspannung von 10,5 kV mittels Maschinentransformatoren auf 30 kV hochgespannt. Von der Schaltanlage führen zwei parallele 30-kV-Kabelstrecken zum Umspannwerk Pongau der Salzburg AG.
Das Kraftwerk wird vom Lastverteiler der Salzburg AG in der Stadt Salzburg ferngesteuert.

## Galerie

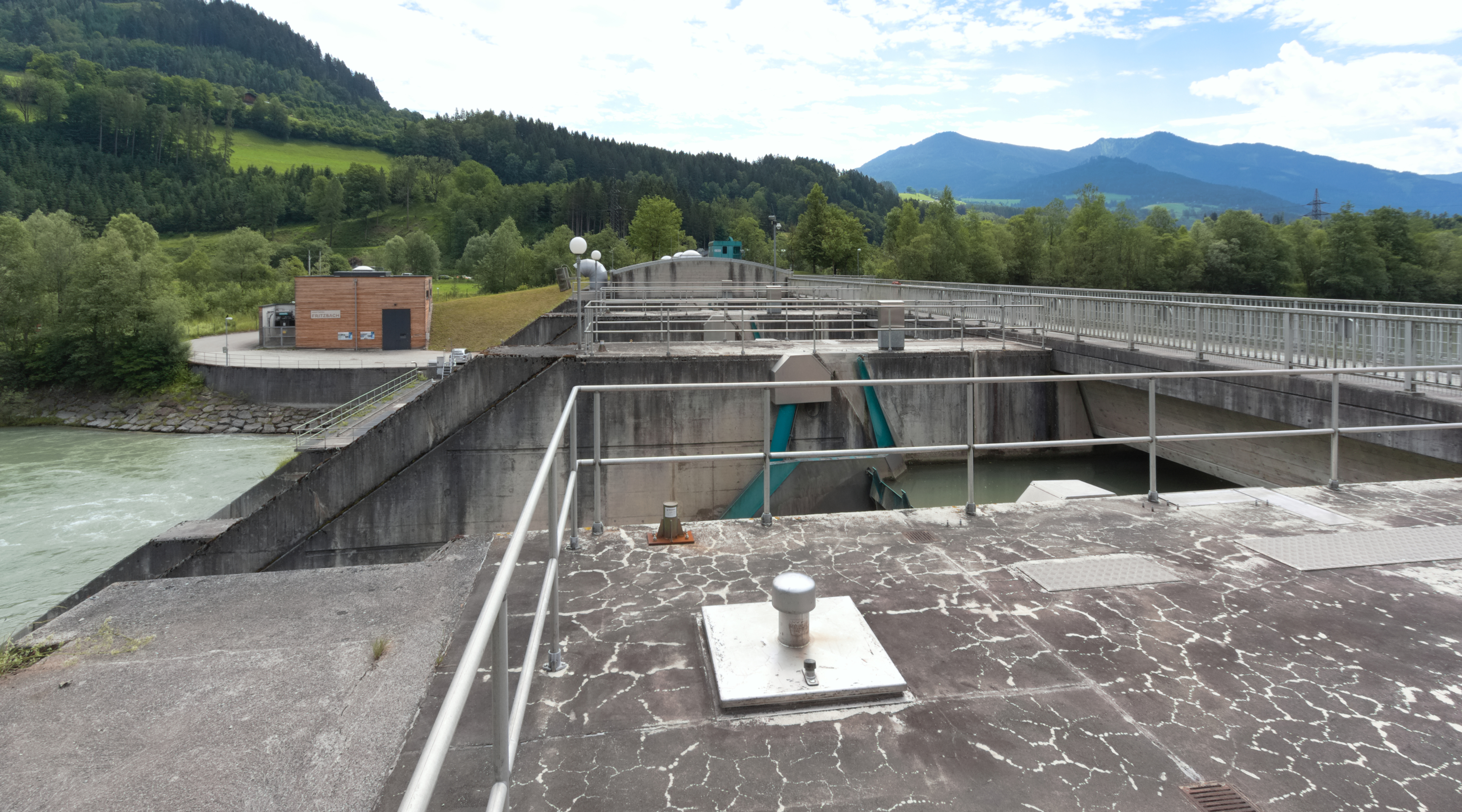
Das Wehr des Kraftwerks
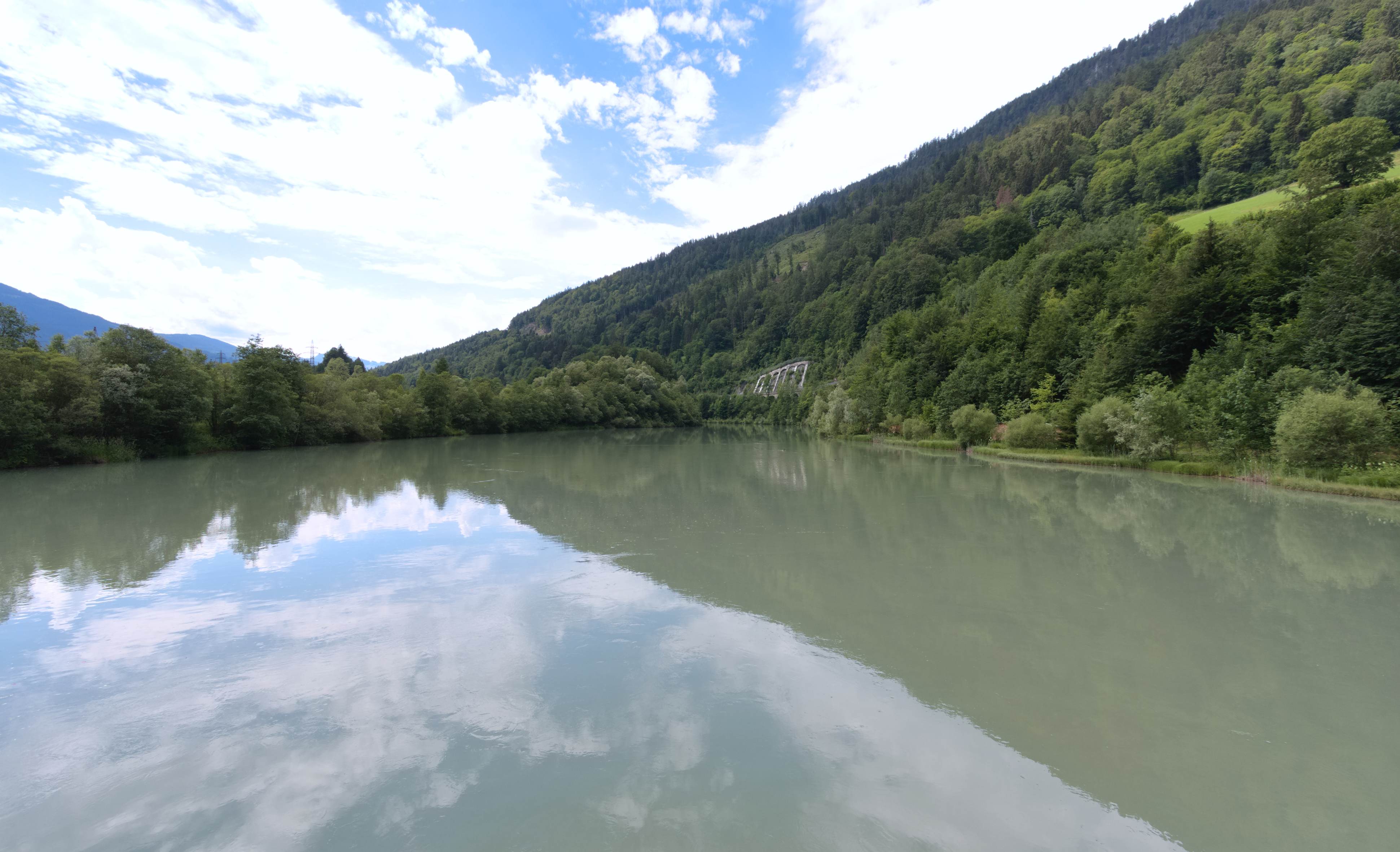
Blick vom Wehr auf das Oberwasser
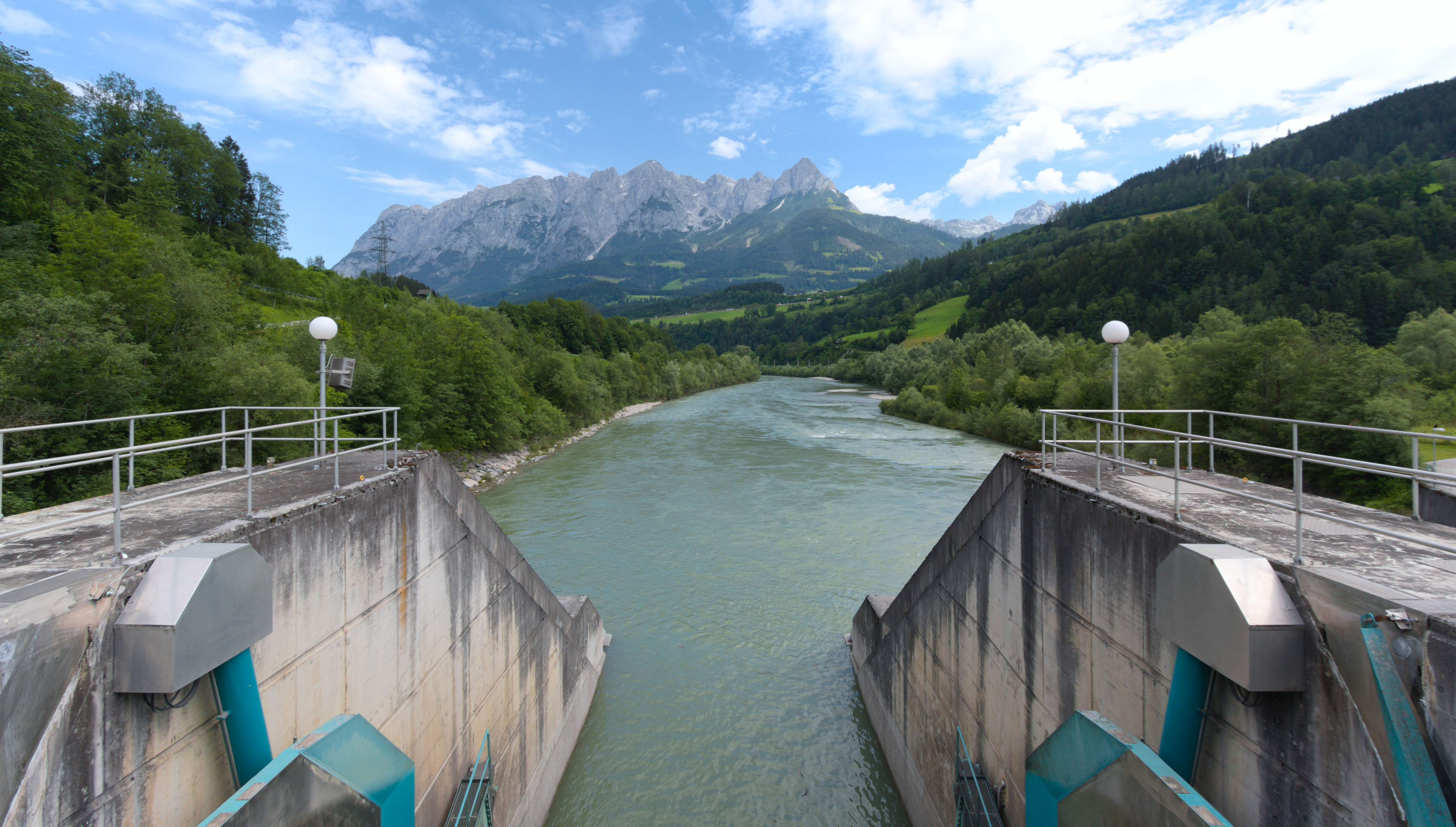
Blick vom Wehr auf das Unterwasser